# Havaianas
Havaianas (estilizada como havaianas) es una marca brasileña de sandalias chanclas creada y patentada en 1962. La empresa fue fundada por el inmigrante escocés Robert Fraser. Inspirándose en las sandalias japonesas zori, Havaianas se convirtió en las primeras chanclas de goma producidas en masa. El nombre Havaianas se deriva de la forma femenina de la palabra portuguesa para «hawaianos», el nombre fue elegido como homenaje al popular destino vacacional de Hawái. Actualmente la marca es propiedad de la empresa manufacturera brasileña Alpargatas SA.
Algunas características de diseño icónicas de las chanclas Havaianas son el patrón artístico griego que se encuentra a lo largo de las tiras, el patrón de granos de arroz grabado en la suela, y el patrón de ladrillo plano rectangular de la suela exterior que ayuda con el agarre. Con el tiempo, Havaianas se ha convertido en un símbolo de la cultura brasileña asociado con el estilo de vida vibrante y despreocupado del país, y a menudo se usa de manera informal, especialmente en la playa y en verano.
La popularidad de Havaianas es generalizada en Brasil y la marca controla el 80 % del mercado brasileño de zapatillas de goma; de hecho según una estimativa 94 % de la población brasileña posee un par de chanclas Havaianas. Pero la marca también ha ganado popularidad en todo el mundo, siendo promovida por celebridades como Jennifer Aniston, Kelly Slater y presentada en desfiles de alta costura de diseñadores de moda como Jean Paul Gaultier, Saint Laurent y Dion Lee. Son las chanclas de goma más vendidas en el mundo, con unos 200 millones de pares vendidos cada año en más de 100 países.

## Expansión global

### Comienzo

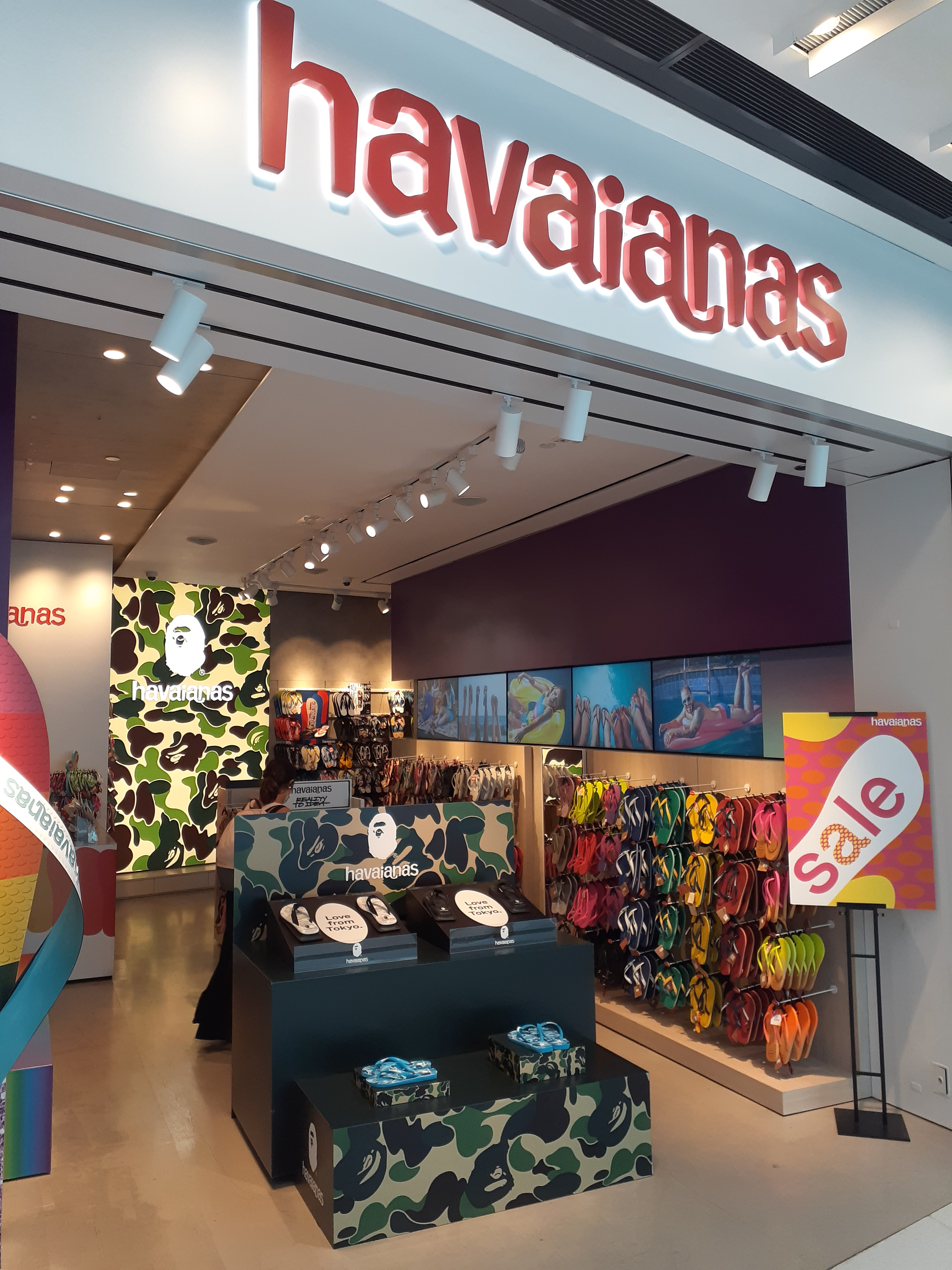
Tienda Havaianas en Hong Kong, octubre 2021

En la década de 1960, las chanclas eran un zapato práctico usado por la clase trabajadora y solo se fabricaban en un diseño azul y blanco. Se asoció tanto con el sector más pobre de la sociedad que fue catalogado como uno de los bienes fundamentales por el gobierno brasileño, junto con otros productos para el hogar. Los comerciantes ambulantes los vendían en la parte trasera de sus furgonetas. Se afirma que las variaciones en color y diseño comenzaron de manera fortuita en 1969, cuando un lote de chanclas resultó ser verde y de repente ganó popularidad.
Havaianas se convirtió oficialmente en una marca global en el año 2000, a pesar de que otras marcas imitaron su estilo. Para expandirse al mercado global, se emplearon varias estrategias de marketing. Ángela Hirata, directora de comercio exterior de Alpargatas SA, ha explicado que Havaianas se comercializó tanto en el mercado de gama baja como en el de gama alta para que todas las clases pudieran comprar el calzado. La sandalia se puede comprar entre 6 y 40 dólares estadounidenses en Brasil, pero en Estados Unidos, la sandalia puede variar a un precio más inflado entre 11 y 75 dólares estadounidenses. 

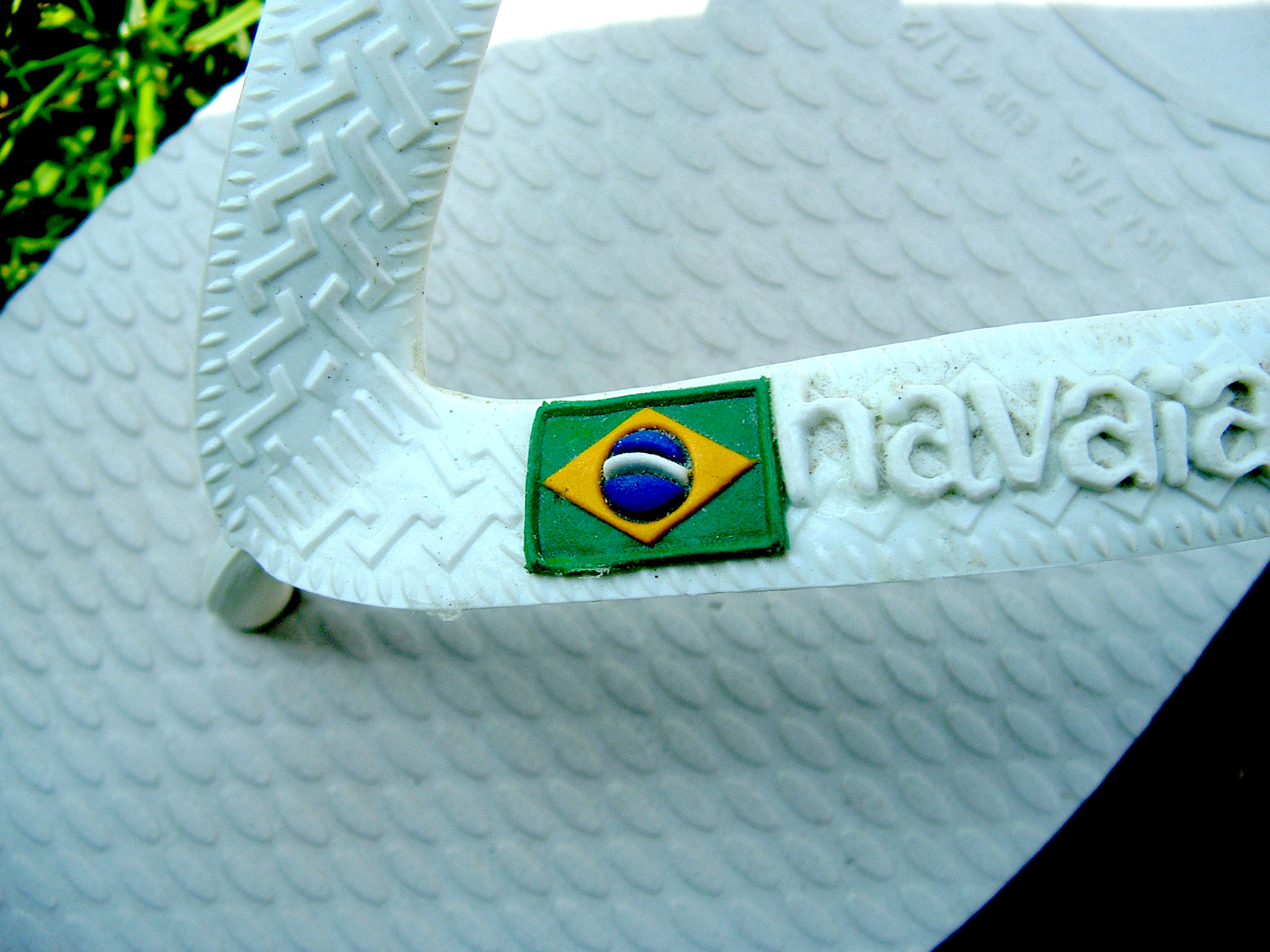
Un par de Havaianas Brasil blancas, diseñadas originalmente para mostrar su apoyo a la selección brasileña en la Copa Mundial de la FIFA 1998.

El sello distintivo del éxito de Havaianas es la innovación. Se fabricaron estilos creativos con varios colores además de sandalias cerradas para clientes que viven en climas más fríos. Sandalias con adornos, como cristales de Swarovski, también se integraron en los nuevos estilos para usarse en desfiles de moda y para ser usadas por modelos en las pasarelas. Otra necesidad era invertir mucho en ventas y publicidad de los zapatos. Hoy en día, se ve más publicidad en línea, pero se utilizaron anuncios impresos coloridos para atraer a los consumidores a Havaianas. Varias marcas rivales también han supuesto un obstáculo, como Crocs, Reef y Quiksilver. Para combatir estas empresas, Havaianas atrajo nuevos mercados. La marca también ha respondido y se mantiene flexible a los cambios del mercado y a las preferencias de los consumidores. Por ejemplo, se notó una caída en las ventas cuando las Havaianas se fabricaban fuera de Brasil y en consecuencia, se tomó la decisión de construir otra planta dentro de Brasil. En total, la empresa ha mantenido su popularidad a nivel nacional e internacional con las estrategias de marketing antes mencionadas. Alpargatas SA informó que los ingresos totales de Havaianas aumentaron de 1.700 millones de dólares en 2008 a 2600 millones de dólares en 2011. 
En 2017 se anunció que patrocinarían al equipo de Fórmula 1 Sahara Force India. 

### Identidad y extensión de marca.

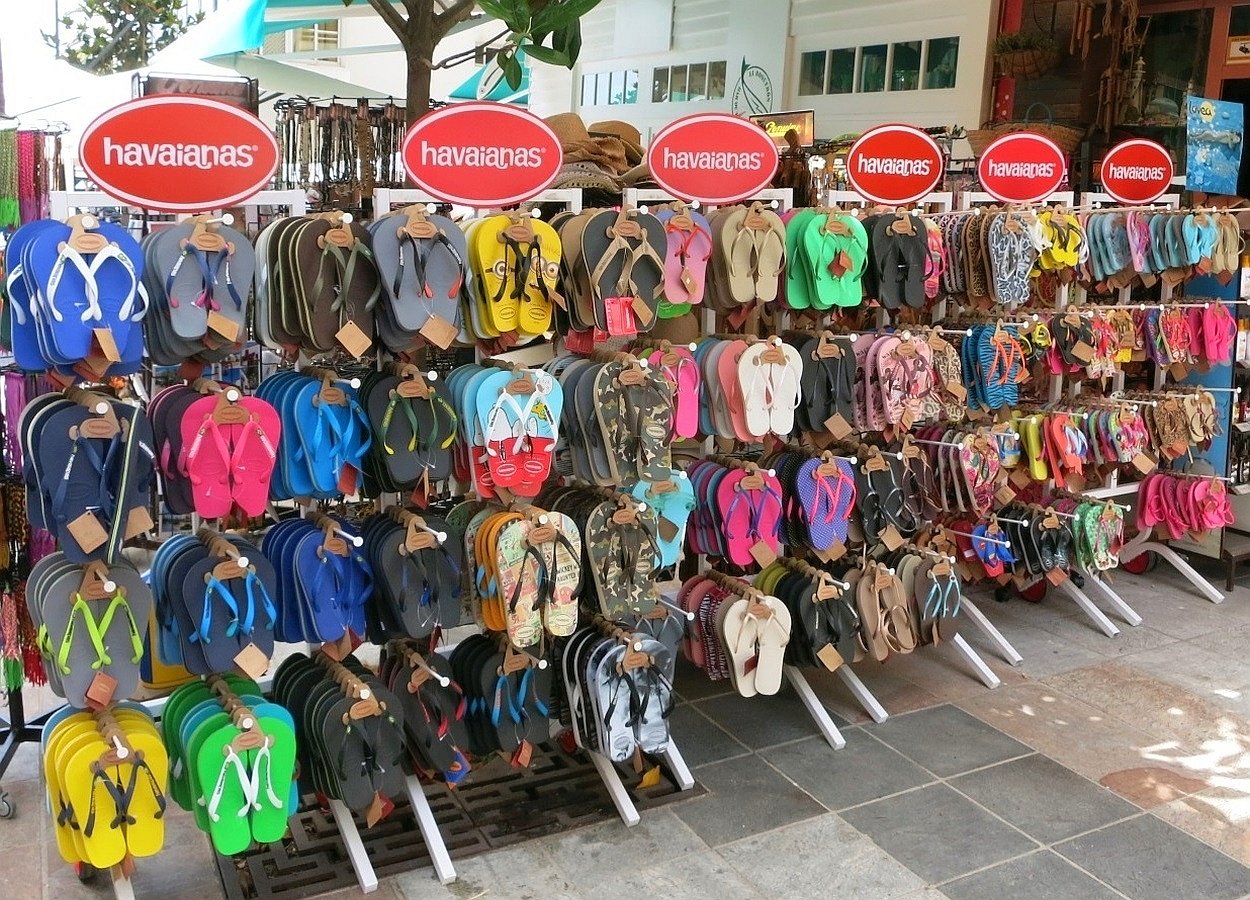
Chanclas Havaianas exhibidas en una tienda en la Costa del Sol, España

La identidad de marca también contribuye al alcance global de Havaianas. La empresa ha aprovechado la identidad positiva de Brasil para construir una marca exitosa. Como resultado, los anuncios de Havaianas y los propios zapatos son coloridos y sencillos. El eslogan más conocido del producto es «The Legitimates» ya que, debido a su éxito, muchas otras empresas han lanzado productos similares para competir con Havaianas.  Existen tiendas enteras dedicadas a la marca a nivel internacional y los zapatos se venden en más de 80 países, incluidos aquellos que experimentan diferentes climas. La extensión de marca se ha utilizado como una forma eficaz de mitigar esta estacionalidad. La marca se ha ampliado para incluir toallas, gafas de sol y alpargatas. En los últimos años se han lanzado varias gamas, como una gama plana, una gama de gafas de sol y una colección de ropa. El uso de estas técnicas ha llegado a personas de todas las clases sociales y de diferentes áreas de todo el mundo. Millones de personas usan Havaianas, ya sea en forma de chanclas, ropa o accesorios.

## El presente
En 2017, la marca fue vendida a un nuevo grupo de inversores formado por Cambuhy Investimentos Ltda, Itaúsa y el fondo Brasil Warrant por 3.500 millones de reales (1.100 millones de dólares). Anteriormente Alpargatas SA, empresa fabricante de Havaianas, era propiedad de J&F Investments. Se produjeron presuntas conversaciones sobre sobornos que han perjudicado económicamente a J&F Investments. Ahora Alpargatas es propiedad de tres empresas brasileñas: Itaúsa, Cambuhy Investimentos y Brasil Warrant.